# 経ヶ岬分屯基地

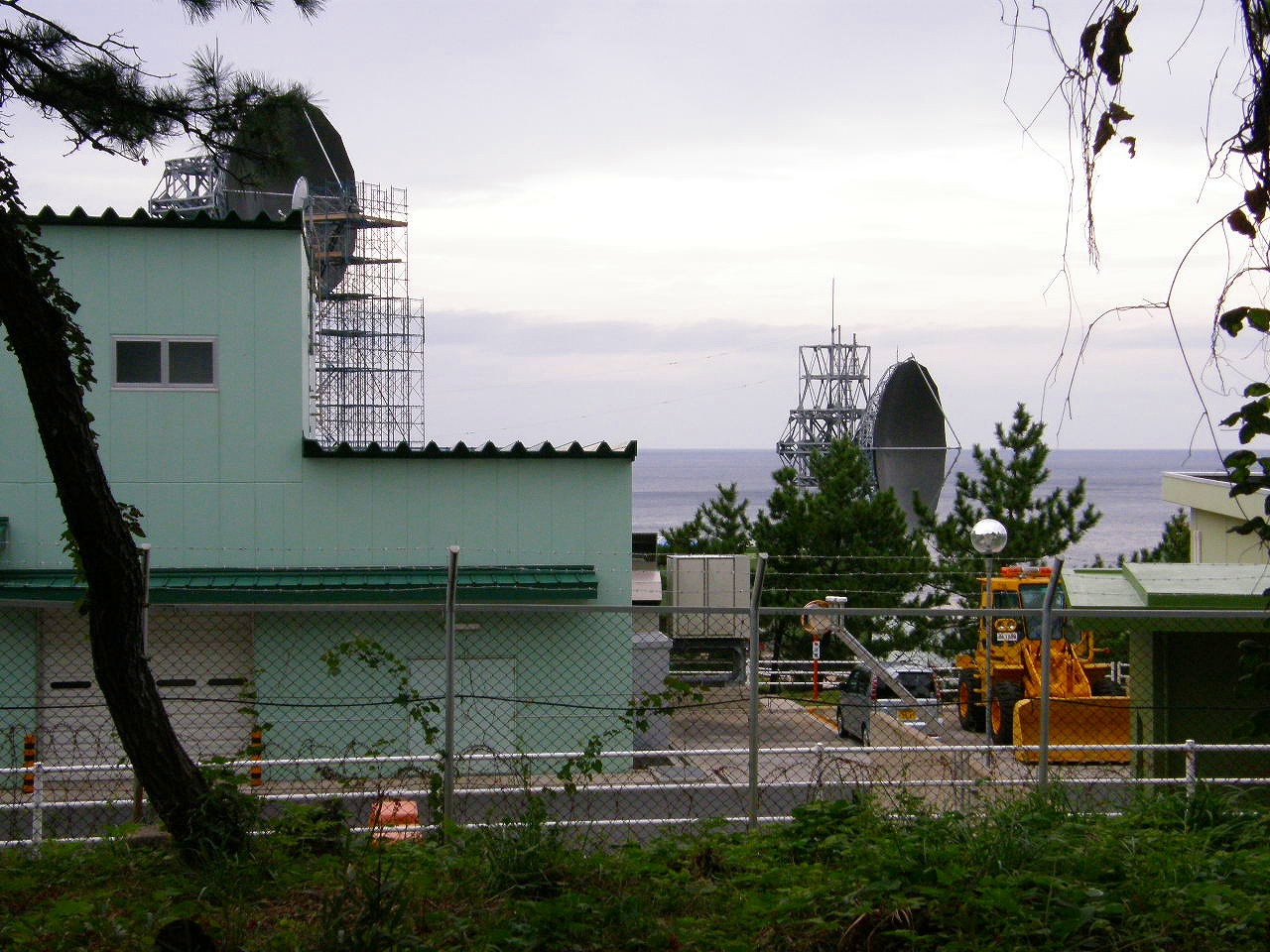
経ヶ岬分屯基地 見通外多重無線通信用アンテナ。空間ダイバシティ方式。

経ヶ岬分屯基地（きょうがみさきぶんとんきち、JASDF Kyougamisaki Sub Base）とは、京都府京丹後市丹後町袖志無番地に所在し、第35警戒隊が配置されている航空自衛隊入間基地の分屯基地である。
京都府・近畿地方の最北端地点である経ヶ岬に近い。隣接地には穴文殊（清涼山九品寺）があり、穴文殊を挟んで東側に米軍経ヶ岬通信所がある。
第35警戒隊長が分屯基地司令を兼務している。

## 配置部隊

### 中部航空方面隊隷下
- （中部航空警戒管制団）
  - 第35警戒隊

## 沿革
- 1942年（昭和17年）5月 - 旧日本海軍、経ヶ岬特設見張所を建設。電波探信儀、探照灯、聴音機を設置・運用[1]。
- 1948年（昭和23年）6月 - 米軍レーダー基地開設。
- 1957年（昭和32年）12月 - 東部訓練航空警戒隊 第9083部隊展開。
- 1958年（昭和33年）12月 - 航空自衛隊へ移管。
- 1961年（昭和36年）7月 - 第35警戒群へ改編。
- 1967年（昭和42年）12月 - 岳山にレーダー及び運用室移設。
- 1992年（平成4年）4月 - 庁舎地区へ運用室移設。
- 1994年（平成6年）4月 - 基地体育館完成。
- 2000年（平成12年）3月 - 場外離着陸場完成 第35警戒隊に改編。
- 2009年（平成21年） J/FPS-3レーダーをJ/FPS-3Aに改修、BMD対処能力付与[2]。